# لعاب پرسلین صنعتی
لعاب پُرسلین صنعتی (به انگلیسی: Industrial porcelain enamel) (که به آستر شیشه ای، فولاد آستر شیشه ای یا شیشه جوش خورده به فولاد نیز معروف است) به استفاده از لعاب پرسلین (که به لعاب ویتروس نیز معروف است) در زمینه صنعتی به جای استفاده‌های هنری گفته می‌شود. لعاب در واقع لایه ای بسیار نازک است که از شیشه یا سرامیک ساخته شده‌است که به لایه ای از فلز اضافه می‌شود و این لایه سطح ماده را از حمله شیمیایی و آسیب فیزیکی محافظت می‌کند. همچنین باعث تغییر ماهیت لایه فلزی فوق شده و در نهایت ظاهر فلز را بهبود می‌بخشد. در بحث این پوشش ها پایداری حرارتی و شیمیایی، مقاومت در برابر سایش و آب و دما و همچنین استحکام مکانیکی، مورد توجه قرار می گیرد.
لعاب کاری در زمینه‌های هنر و دکوراسیون در دیار مصر باستان و در زمینه‌های صنعتی پس از انقلاب صنعتی رونق داشته‌است. به‌طور گسترده در ظروف پخت‌وپز، لوازم خانگی، تجهیزات حمام، گرم کن‌های آب و تجهیزات آزمایشگاه‌های علمی نیز استفاده می‌شود.

## ماهیت
از دیدگاه مهندسی مهم‌ترین ویژگی لعاب چینی مقاومت آن نسبت به خوردگی است . فولاد نرمه تقریباً در تمام صنایع و در مقیاس بالای محصولات استفاده دارد و لعاب‌کاری یکی از اقتصادی‌ترین روش‌ها برای محافظت سطحی از این ماده و همچنین مواد حساس به خوردگی به حساب می‌آید. این روش نه تنها از جنبهٔ محافظت بسیار اثربخش است، بلکه سطح نهایی محصول مورد نظر بسیار صاف و صیقلی خواهد بود که می‌تواند رنگ‌های متفاوتی نیز به خود بگیرد؛ این رنگ‌ها در معرض اشعه UV از بین نمی‌روند چنانچه در رنگ‌های عادی این مورد زیاد به چشم می‌خورد. لعاب‌ها به علت این که سرامیک پخته شده هستند، در برابر گرما نیز بسیار مقاومند؛ این خاصیت به ما این اجازه را می‌دهد که مثلاً در بخش‌هایی که دمای بالایی مد نظر است و پوشش‌های ارگانیک ضد خوردگی و گالوانیزه غیر عملی یا حتی خطرناک هستند، از این پوشش استفاده شود. با استفاده از لعاب دهی می‌توان مقدار آسیب‌پذیری را نیز کاهش داد به‌طور مثال در مقاومت به خوردگی از فلزات بهتر است؛ نسبت به حلال‌های طبیعی بسیار مقاوم است به طوری که تقریباً غیرقابل نفوذ است و همچنین پایداریش نسبت به شوک حرارتی باعث می‌شود مکرراً بتوان آن را حتی از دماهای بالاتر از ۵۰۰ درجه سانتیگراد در مدت کوتاه سرد کرده و در مجموع باعث افزایش عمر قطعه می‌شود.

## کاربردها
لعاب کاری بیشتر در زمینه‌های ساخت محصولاتی که انتظار می‌رود مورد حمله شیمیایی یا گرمای زیاد قرار بگیرند مثل ظروف پخت‌وپز، کوره‌ها و وسایل آزمایشگاهی استفاده می‌شود؛ در بسیاری از کالاهای خانه، آشپزخانه و حمام به چشم می‌خورد مثل: ظروف تفلون، ماهی تابه، سینک، وان‌های حمام یا حتی در دیوارها و کابینت‌ها و بقیه سطوح پر کاربرد است.

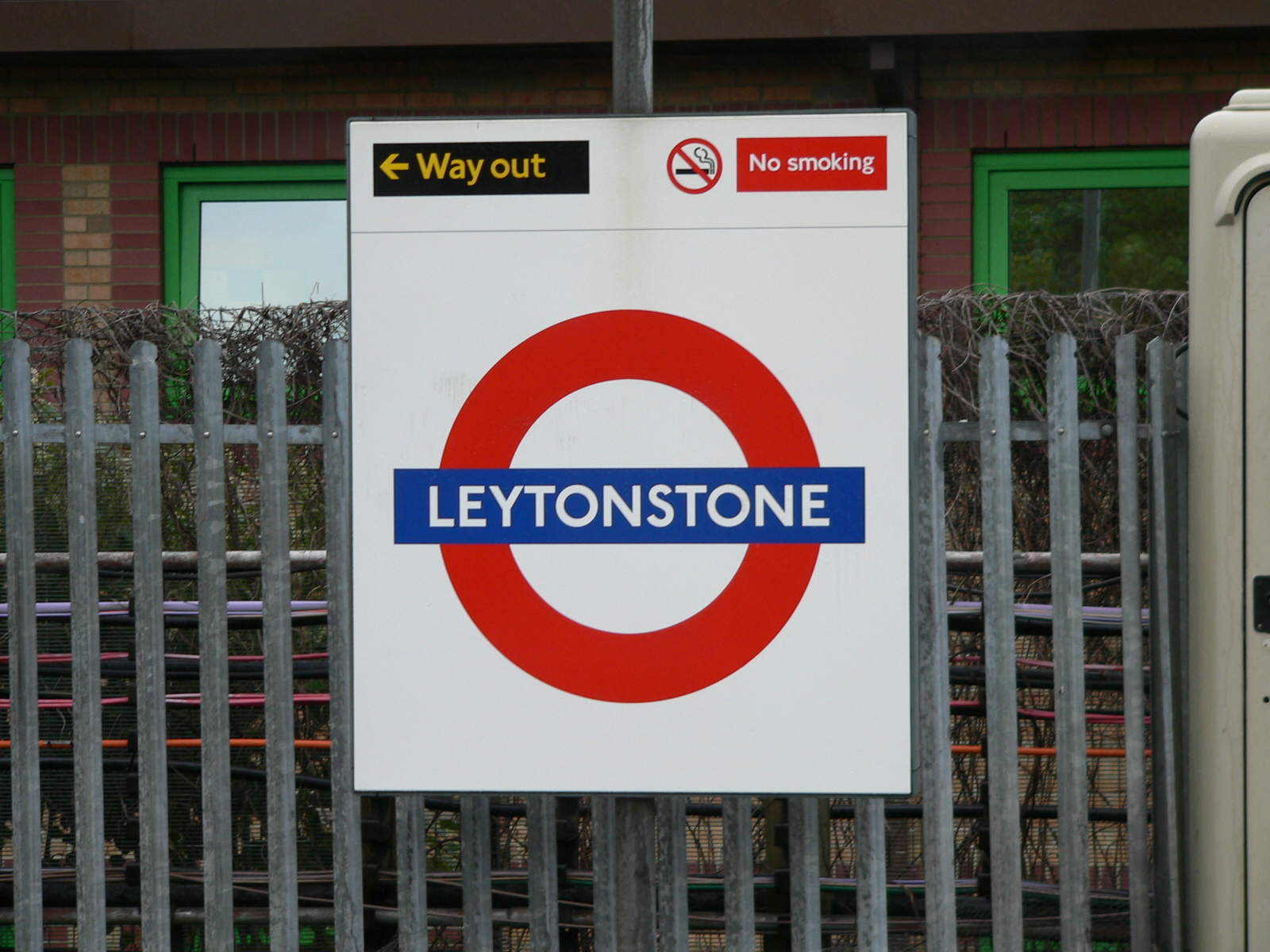
علامت مترو با روکش لعاب

لعاب دهی همچنین برای پوشش پنل‌های دیواری کاربرد دارد که می‌تواند به صورت خارجی برای عایق جوی یا به صورت داخلی برای عایق نسبت به خوردگی و ترک استفاده شود؛ به عنوان مثال در دیواره تونل‌ها و دیواره جانبی پله برقی‌ها به کار بسته می‌شود. در سال‌های اخیر انبارها و سیلوهای کشاورزی نیز از ورق‌های فولادی لعاب داده شده ساخته می‌شدند به طوری که داخل را از خوردگی و ترک و خارج را از هوازدگی حفظ می‌کند و این مهم بازتاب‌کننده این عقیده است که در آینده نه چندان دور بتوان تمام موادی که از فولاد نرمه بهره می‌برند و در محیط استفاده می‌شوند را به وسیله این روش محافظت، از خطرات جوی سالم نگه داشت 
.

## فرایند لعاب دهی
فرایند لعاب کاری صنعتی فرایندی است که از روش‌هایی پیچیده و متنوع بهره می‌برد ولی در تمامی این مراحل، مخلوط کردن و آماده سازی فریت (مخلوط لعاب سرد یا حرارت داده نشده)، آماده‌سازی لایه، فرآوری و پختن و در نهایت فرایند خاتمه می‌یابد. بسیاری از فراورده‌های مدرن حتی از دولایهٔ لعاب استفاده می‌کنند به طوری که یک لایه زمینه توسط دولایه پوششی محافظت می‌شود تا خواص خارجی مورد نیاز را ارضا کند. 

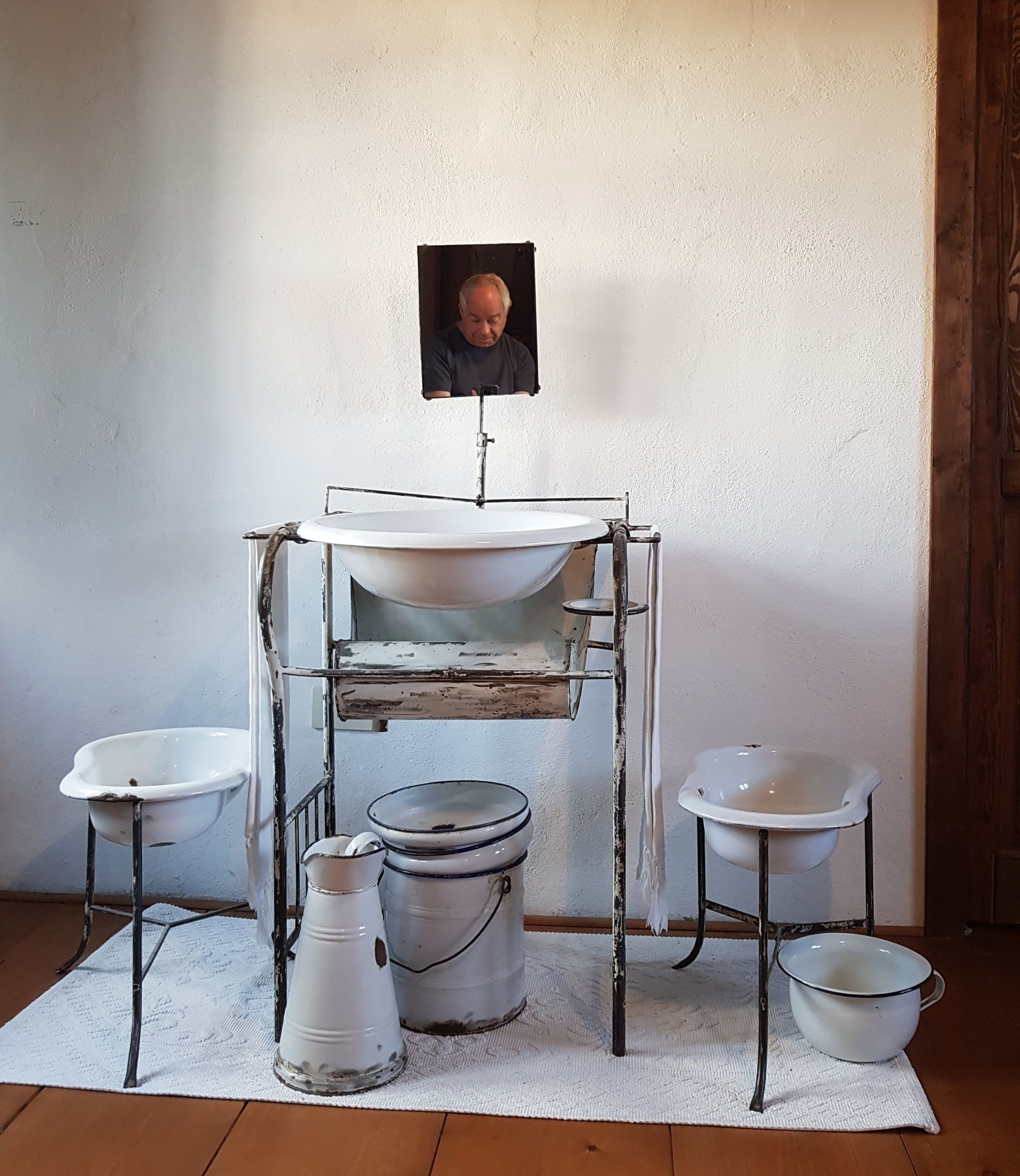
دسته‌بندی وسایل قدیمی لعاب داده شده حمام در ساردینیا

به علت این که فریت ماده ای است که مخلوط کردن آن و حرارت دادن آن دمای بیشتری از مقداری که آتش می‌تواند تأمین کند می‌طلبد، بسیاری از لعاب گران صنعتی جدید، فریت‌های خود را به‌طور کامل مخلوط نمی‌کنند؛ فریت معمولاً از افرادشناس که آن را با ترکیب استاندارد و مخصوص می‌سازند، تهیه می‌شود و در نهایت افزودنی‌های مورد نظر قبل از عمل آوری و پختن به آن اضافه می‌شود.

### فریت
برای پوشش زمینه، ساختار و ترکیب فریت برای هر منظور مورد نظر ابتدا به صورت پایه ای توسط جنس فلز لایه، تعیین می‌شود؛ فولادهای مختلف، فلزهای مختلف مثل مس و آلومینیوم، هر کدام ترکیب‌های متفاوتی از فریت را جهت پیوند به آن‌ها نیاز دارند. همچنین برای لایه پوششی این ماده هم باید خواص محافظت خارجی مطلوب داشته باشد و نیز قابلیت چسبیدن به لایه زمینه را نشان دهد. فریت معمولاً توسط ترکیب مواد اولیه وهم زدن آن‌ها و ساختن پودر به وجود می‌آید. این مواد اولیه معمولاً اکسید فلزات، مواد معدنی همچون کوارتز (یا ماسه سیلیس)، سدیم کربنات، بوراکس (سدیم برات) و کبالت اکسید هستند که در شکل مورد نظر جمع‌آوری می‌شوند به طوری که ترکیب دقیق شیمیایی هر کدام از این مواد در مخلوط و مقدار آن‌ها باید به‌طور دقیق تعیین و ارزیابی شود. زمانی که آماده شد فریت که به صورت پودر موجود است، حرارت داده می‌شود و همچنین همزده می‌شود تا همگنی مواد سازنده بیشتر شود. بسیاری از فریت‌ها در دمای بین ۱۱۵۰ و ۱۳۰۰ ذوب می‌شوند. بعد از ذوب شدن، فریت دوباره به شکل پودر آسیاب می‌شود(معمولاً با آسیاب گرد این اتفاق می‌افتد). 

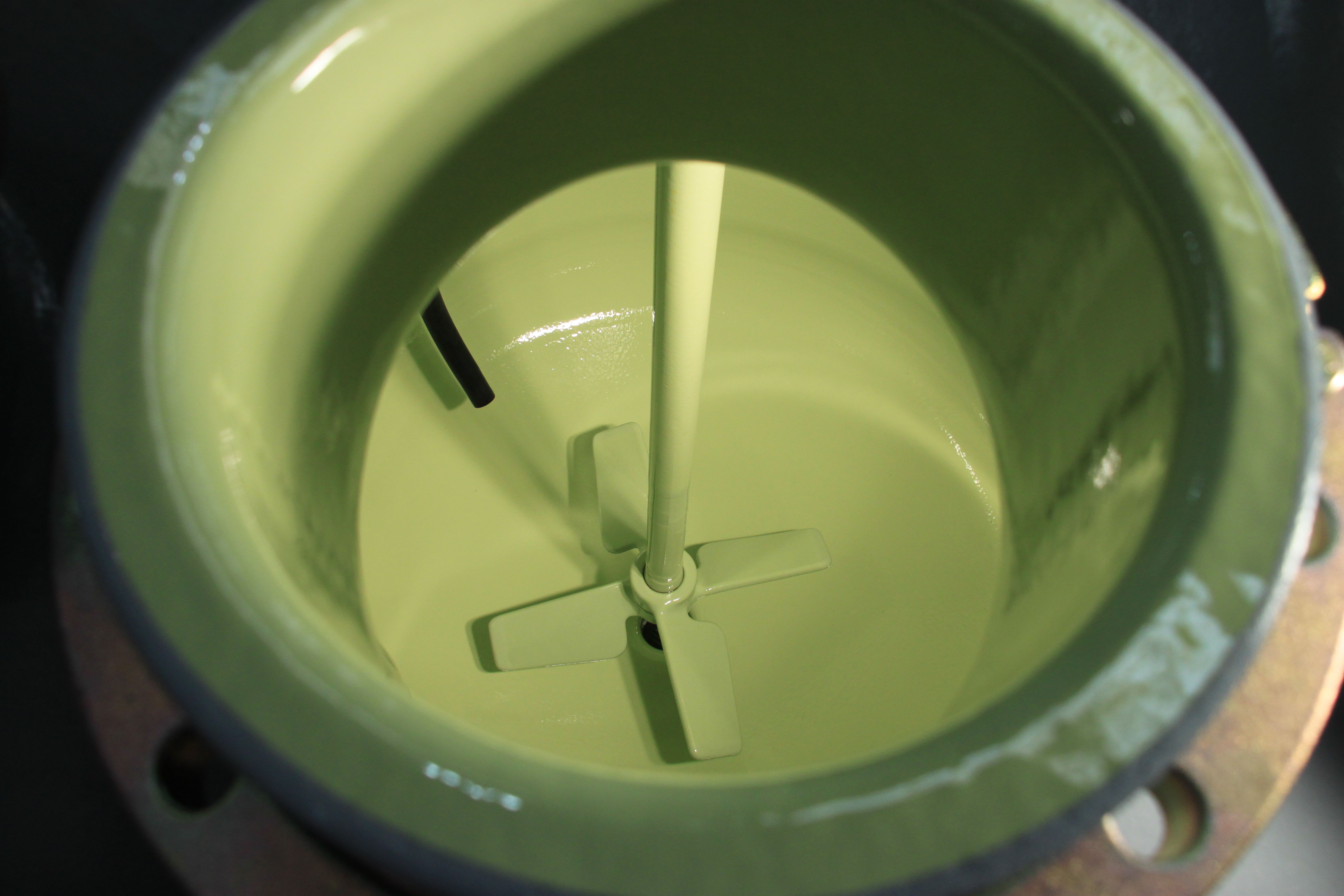
دیواره داخلی لعاب داده شده یک پوستهٔ واکنش شیمیایی

برای فراورده‌هایی از لعاب که به صورت تر موجود هستند، دوغابی از مواد تشکیل دهنده لعاب که در آب حل می‌شود باید ساخته شود. برای باقی ماندن در حالت انحلال، فریت‌ها باید در اندازه ذرات بسیار کوچک حل شوند یا این که از کمک حلال‌هایی مثل خاک رس یا الکترولیت‌ها استفاده شود.

### ماده زمینه
فلز اصلی سازنده این وسایل مستقل از نوع لعاب و بیشتر به وسیله کاربرد آن وسیله در نظر گرفته می‌شود که معمولاً انواع مختلف فولادها هستند اما آلومینیوم و مس نیز در این زمینه کم کاربرد نیستند.
قبل از عمل آوری و قرار دادن لعاب، سطح فلز باید توسط تعدادی از عملیات‌ها آماده‌سازی شود. مهم‌ترین این عملیات‌ها تمیزسازی سطح فلز به حساب می‌آید به طوری که تمام بقایا مواد شیمیایی همچون زنگ زدگی‌ها، چربی‌ها و تمامی آلودگی‌ها، باید پاک شوند. برای آسان سازی این عمل، بسیاری از فرایندهای پاک سازی مثل چربی زدایی، اسید پاشی (که در بسیاری از موارد باعث خراشیدگی فلز می‌شود و این خود نقاط برجستگی برای لعاب ایجاد می‌کند)، خنثی سازی قلیایی و شستشو استفاده می‌شود.

### عمل آوری
لعاب می‌تواند توسط روش‌های مختلف به فلز اضافه شود که این روش‌ها معمولاً در دودستهٔ خشک و تر طبقه‌بندی می‌شوند؛ با توجه به این که لعاب به صورت پودر خشک یا دوغاب به ماده اضافه شود، یکی از این دودسته انتخاب می‌شود.

#### عمل آوری خشک
ساده‌ترین روش عمل آوری خشک که مخصوصاً برای چدن‌ها استفاده می‌شود به این صورت است که ابتدا ماده پایه (فلز) را حرارت می‌دهند و آن را فریت پودر شده می‌غلتانند. مواد فریت بر روی پوسته فلزی داغ، ذوب شده و به سطح فلز می‌چسبند. این روش مهارت و تمرکز بسیار بالای نیرو انسانی را می‌طلبد تا به سطحی یکنواخت دست پیدا کنیم، و به همین دلیل که بسیار ناپایدار است معمولاً در صنعت کمتر استفاده می‌شود.
روشی که امروزه به صورت خشک در صنعت بیشتر رایج است، باردار کردن به وسیله الکتریسیته ساکن است، به این صورت که قبل از عمل آوری، فریت که به صورت خشک موجود است در محفظه ای بسته توسط گاز طبیعی سیلان(SiH4)نگهداری می‌شود. این عمل به فریت اجازه می‌دهد که بار الکتریکی منفی را در طول فرایند عمل آوری در خود ذخیره کند؛ و در نهایت یک پاشنده بار الکتریکی، ذرات پودری شکل فریت را به لایه زمینه باردار منفی فلز می‌پاشد که باعث می‌شود ذرات با بار مخالف یکدیگر را جذب کنند و در نهایت پیوند چسب مانندی بین فلز و لعاب شکل بگیرد.

#### عمل آوری تر
آسان‌ترین روش عمل آوری تر این چنین است که لایه زمینهٔ از جنس فلز را در حمامی از دوغاب مایع غرق می‌کنند. غوطه وری کامل باعث می‌شود که تمام سطوح در تماس کامل باشند و لعاب کاری شوند. اگر چه بسیاری از روش‌های غوطه ور سازی مقدماتی آزمایشی جهت تعیین ضخامت مطلوب برای لعاب مورد استفاده قرار می‌گیرند، این روش از پوشش دهی تر معمولاً در صنعت استفاده نمی‌شود.
فرمی از غوطه ورسازی که مناسب صنعت مدرن می‌باشد به این صورت است که به جای فروبردن فلز در حمامی از دوغاب، جریانی از دوغاب را از روی سطح فلز با سرعت زیاد عبور می‌دهند که از مزیت‌های این روش نسبت به روش سنتی، می‌توان به صرفه اقتصادی آن در مصرف دوغاب و همچنین به کاهش زمان عملیات اشاره کرد که در مجموع باعث بهبود عملکرد و بهره‌وری در تولید انبوه می‌شود.
دوغاب تر همچنین قابلیت این را دارد که توسط اسپری با فشار بالا به سطح فلز پاشیده شود. دوغاب در نازل تفنگ اسپری ذخیره می‌شود و هوای متراکم شده، دوغاب را به ذرات کوچک تقسیم می‌کند و آن را با جت کنترل شده‌ای در نهایت از نازل به بیرون پرتاب می‌کند.

### پختن
هنگامی که لایه فلز لعاب داده شده به داخل کوره می‌رود تا مقدار زیادی از گرما و دمای بالا را به صورت ثابت و بدون وقفه تحمل کند، ذرات چسبنده فریت به لایه ای شیشه مانند که سطحی یکنواخت و پیوسته دارد تبدیل می‌شوند. بازده این عملیات تا مقدار زیادی به زمان، دما، ضخامت و کیفیت لایه محافظ فلز وابسته است مثلاً بسیاری از فریت‌ها که برای کاربردهای متداول صنعتی به کار می‌روند، حدود ۲۰ دقیقه باید در کوره گرم شوند اما بعضی از پوشش‌ها که وظیفه سنگین تر و خاص تر دارند حتی ممکن است تا ۴۰ دقیقه نیز لازم باشد تا در کوره قرار گیرند. لعاب کاری بر روی آلومینیوم ممکن است تا دمای حداقل ۵۳۰ درجه سلسیوس باشد؛ این در حالی است که بسیاری از لایه‌های فولادی به دماهای بالاتر از ۸۰۰ درجه نیز نیازمندند. این دما باید کمتر از دمای تغییر شکل فلز باشد.

## تاریخچه
لعاب کاری در دوران باستان بر روی فلزهای تزیینی مانند طلا، نقره و مس و به منظور دکوراسیون انجام می‌گرفته‌است. به علت این که قبل از انقلاب صنعتی تلاش‌هایی که در جهت لعاب کاری فلزات آهنی انجام می‌شد معمولاً بی‌ثمر بود، این روش زیاد برای فولادها به کار نمی‌رفت تا این که در اواسط سده نوزدهم در آلمان روشی برای لعاب کاری ظروف چدنی ابداع شد؛ پس از این، و در مدتی نه چندان زیاد روش‌های مختلف جدید برای لعاب کاری فلزات آهنی و به دنبال آن تحقیقاتی که نتیجه آن کشف موادی جهت ایجاد پیوند بین لعاب و فلزات گوناگون بود، ابداع شد.

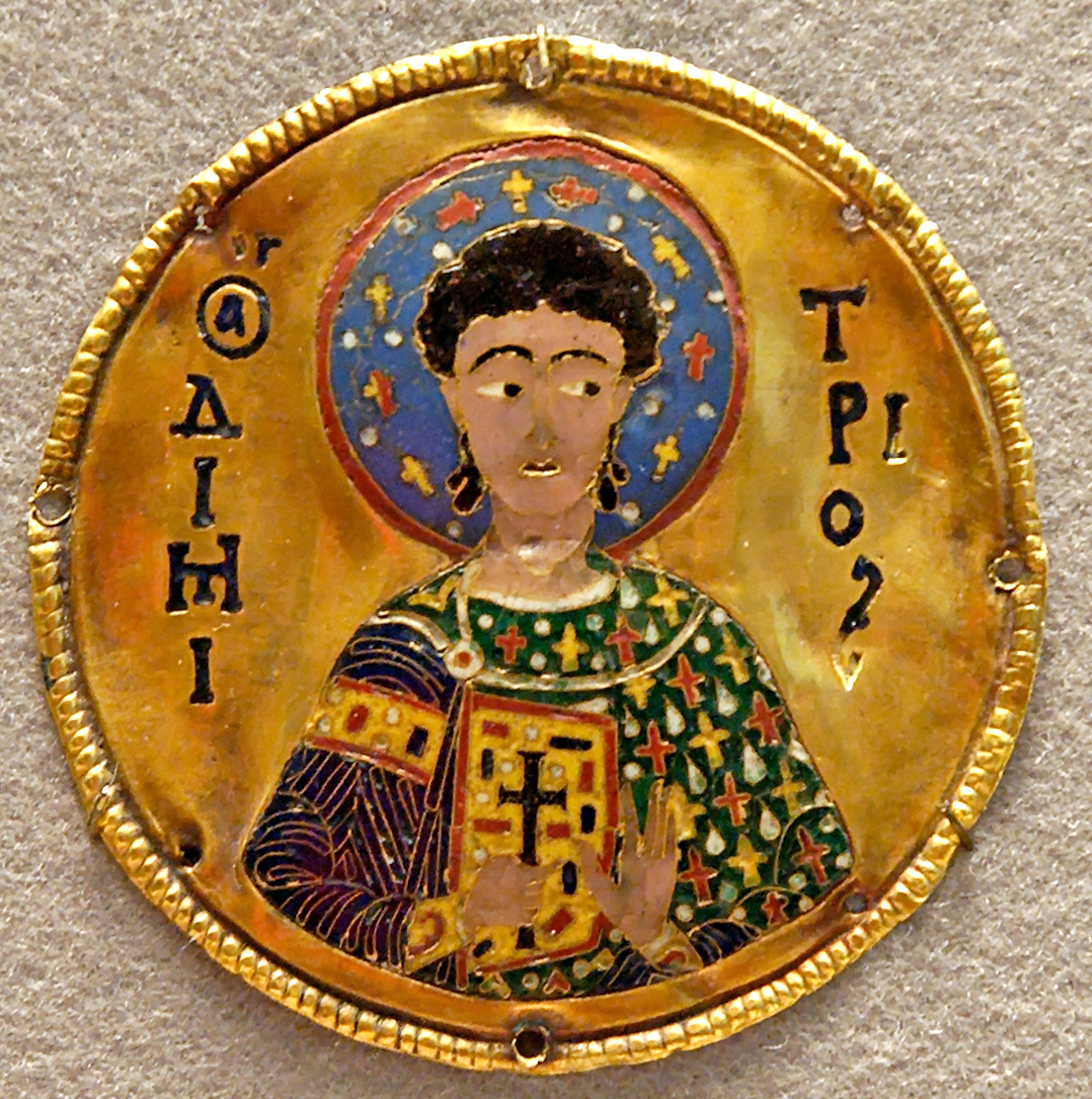
ظرف لعاب داده شده در زمان امپراطوری بیزانس

تولید محصولات لعاب داده شده برای اولین با در مقیاس بالا و صنعتی، در آلمان و در سال ۱۸۴۰ شکل گرفت. روشی که استفاده می‌شد بسیار نسبت به روش‌های مدرن امروزی، ابتدایی تلقی می‌شود. این روش به این صورت بود که محصول ابتدا تا دمای بالا گرم می‌شد، در پودری از مواد لعاب قرار داده می‌شد و درنهایت به داخل کوره برده می‌شد. از مضرات این روش می‌توان به عدم پیوند مناسب لعاب و فلز اشاره کرد همچنین سطح مورد نظر پر از حفره‌هایی بود که در لعاب کاری شرکت نکرده بودند و این دو مورد بر خلاف هدف اصلی لعاب کاری می‌باشد که ایجاد سطحی یکنواخت و مقاوم نسبت به خوردگی است. این روش تنها قابل اجرا بر روی چدن‌ها، آهن‌های پست و بی کیفیت و همچنین محصولات ساده مانند قابلمه‌ها و تابه‌ها می‌باشد.
توانایی افزودن لعاب به ورق‌های فولادی تا سال ۱۹۰۰ میلادی گسترش نیافته بود، با کشف موادی که اگرچه تغییرات کمی در ترکیب شیمیایی لعاب ایجاد می‌کردند ولی خواص بسیار سودمندی را به لعاب اضافه می‌کردند، تحول عظیمی شکل گرفت مثلاً با اضافه کردن کبالت اکسید به عنوان ماده فرعی، می‌توانستند میزان چسبندگی لعاب به فولادهای کربنی را تا حد بسیار زیادی افزایش دهند. این اکتشافات با نوآوری روش‌هایی دیگر همچون لعاب دهی تر (که فلز به‌طور کامل در دوغابی از مواد تشکیل دهنده لعاب فرومی‌رفت) که می‌توانستند به کمک آن سطح‌های پیچیده را لعاب کاری کنند، موازی بود.
تا قبل از سال ۱۹۳۰ تمام لعاب‌ها از دولایه تشکیل می‌شد: یک زیر لایه به منظور چسباندن فلز که همیشه آبی رنگ بود (به علت این که اکسیدهای کبالت در آن استفاده می‌شد و رنگ این اکسیدها معمولاً آبی بود) و لایه رویین که که رنگ مطلوب (معمولاً سفید) را به آن اضافه می‌کردند اما بعد از سال ۱۹۳۰ فولادهای صفر درصد کربن (فولادهایی که کمتر از ۰٫۰۰۵ درصد کربن دارند) با روش‌هایی خاصی می‌توانستند به‌طور مستقیم به لایهٔ لعاب با رنگ ملایم پیوند مطلوبی برقرار کنند.